# 제드카레 셰마이

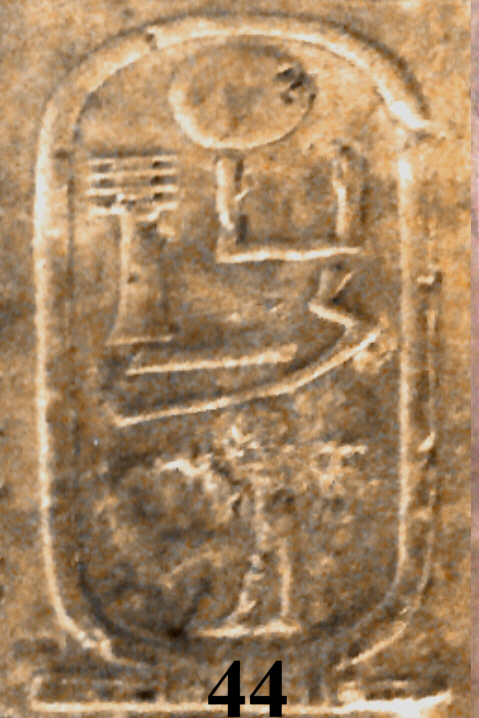

제드카레 셰마이(Djedkare Shemai)는 이집트 제1중간기의 파라오로, '레의 영혼은 영원하다'라는 뜻이다. 아비도스 왕 목록에만 등장한다.
| 전임 네페르카레 네비 ? | 이집트 제7왕조의 파라오 ? | 후임 네페르카레 켄두 ? |